# HD263582
HD263582 — хімічно пекулярна зоря спектрального класу
B9 й має видиму зоряну величину в смузі V приблизно  9,5.

## Пекулярний хімічний вміст
Зоряна атмосфера HD263582 має підвищений вміст 
Si
.